# Incidente dell'Ilyushin Il-76 dell'Aeronautica militare russa del 2024
Il 12 marzo 2024, un Ilyushin Il-76 è precipitato nell'Oblast' di Ivanovo, in Russia. Quindici persone erano a bordo quando l'aereo si è schiantato: otto membri dell'equipaggio e sette passeggeri. Non sono stati trovati sopravvissuti. Uno dei motori ha preso fuoco e l'aereo è precipitato subito dopo il decollo. Il ministero della Difesa russo ha citato l'incendio del motore come la causa più probabile dell'incidente.

## L'incidente
Secondo Denis Pasler, governatore dell'Oblast' di Orenburg, il volo trasportava piloti di Orenburg. Ha aggiunto che erano del 117º Reggimento militare dell'aviazione da trasporto. Il governatore dell'Oblast' di Tver, Igor Rudenya, ha detto che c'erano anche piloti di Tver a bordo.
L'incidente è avvenuto alle 13:00 ora di Mosca nei pressi del distretto di Bogorodskoye, nell'Oblast' di Ivanovo. Uno dei motori dell'aereo ha preso fuoco durante il decollo per un volo di routine. Alcuni video che mostrano l'aereo precipitare con un motore in fiamme che si è presto staccato. Un altro video mostrava una colonna di fumo che saliva verso l'alto. L'aereo si è schiantato mentre tentava di atterrare all'aeroporto di Ivanovo-Severny.

## Conseguenze
I vigili del fuoco sono arrivati sul luogo dell'incidente e hanno spento le fiamme. Il governatore dell'Oblast' di Ivanovo, Stanislav Voskresensky, ha dichiarato che non ci sono stati danni ai villaggi vicini all'incidente e ha espresso le sue condoglianze ai parenti delle vittime. La missione di ricerca e soccorso è stata conclusa lo stesso giorno dell'incidente dal Ministero delle Situazioni di Emergenza. Una fonte del ministero ha dichiarato alla TASS che tutte le 15 persone a bordo dell'aereo sono morte nell'incidente.
Il ministero della Difesa russo ha dichiarato che una commissione delle Forze aerospaziali russe si è recata nell'Oblast' di Ivanovo per indagare sull'incidente, aggiungendo che un incendio a uno dei motori era la probabile causa del disastro.